# Centro Galicia de Buenos Aires
El Centro Galicia de Buenos Aires, asociación civil argentina sin fines de lucro, fue creado el 25 de julio de 1979, tras la fusión de cuatro entidades representativas, de las provincias gallegas, como fueron los Centros Coruñés, Lucense, Orensano y Pontevedrés, cada uno de los cuales nucleaba desde hacía décadas a una buena parte de la inmigración de estos orígenes. 
La consigna fundamental con la que nació la entidad fue la de unir aquellos esfuerzos propagados dentro de la Comunidad Gallega, elaborando un proyecto común de crecimiento, defendiendo los valores e identidad de origen. 
El Estatuto Social recoge los objetivos y alcances de la Institución, destacando la defensa de la idiosincrasia gallega; la enseñanza de las costumbres e historia de España y Galicia; el cultivo del espíritu de la solidaridad y el trabajo comunitario, como modo de evolución societaria, sin dejar de lado la historia y el respeto por todo lo que representa la Argentina, tierra y pueblo que cobijó a tantos miles de inmigrantes gallegos. 
Dentro de los propósitos de la entidad, cabe tener en cuenta a la familia, como centro de su actuar, tanto sea en lo cultural, como en lo deportivo y recreativo, tal como la tradición gallega y española nos ha venido inculcando generación tras generación.